# Handwörterbuch der griechischen Sprache

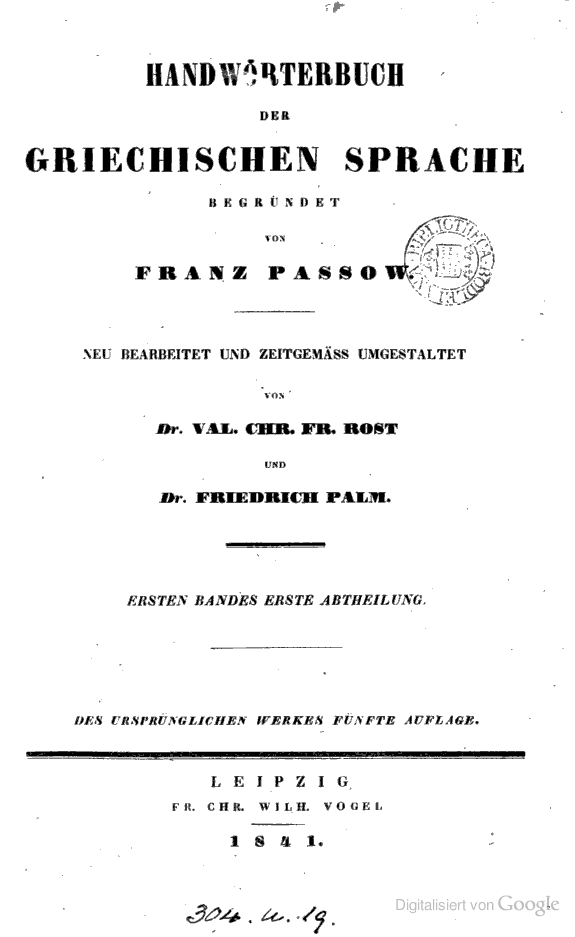
Titelblatt des ersten Bandes der Neubearbeitung von Rost und Palm (1841)

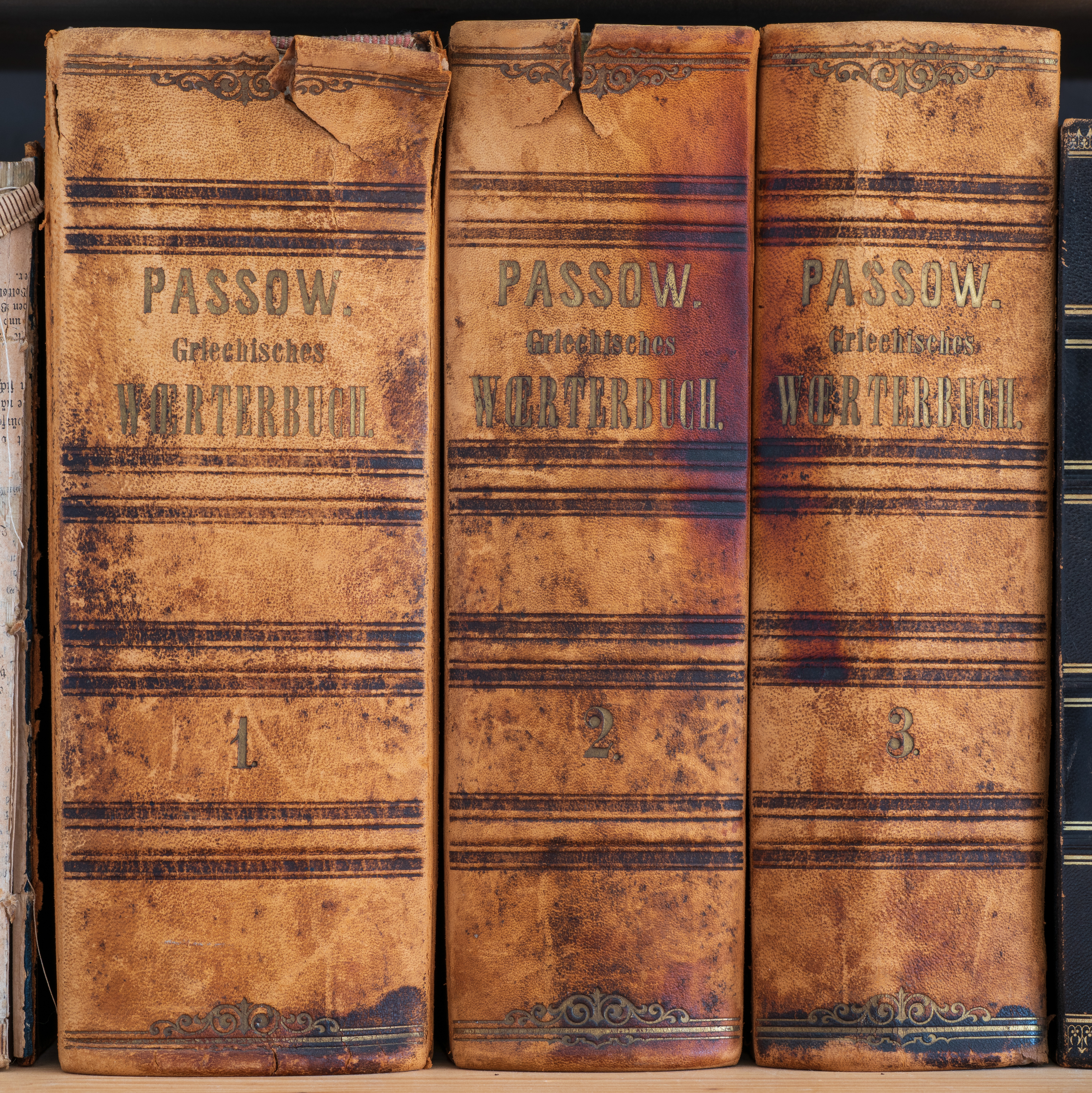
Ein Exemplar der Neubearbeitung von Rost und Palm; wegen des großen Umfangs wurde Band 2 in zwei Teile gebunden

Das Handwörterbuch der griechischen Sprache ist ein altgriechisch-deutsches Wörterbuch, verfasst von dem Klassischen Philologen Franz Passow (1786–1833). Es war bis zum späten 19. Jahrhundert das wichtigste Wörterbuch seiner Art und diente als Vorlage für das Greek-English Lexicon.

## Geschichte
Passows Wörterbuch basiert auf dem Kritischen griechisch-deutschen Handwörterbuch (1797) von Johann Gottlob Theaenus Schneider. Während seines Aufenthaltes in Breslau (ab 1816) entstanden die ersten Vorarbeiten zu einer Überarbeitung des Wörterbuchs. Nachdem Passow sich schon 1813 in einem Aufsatz „über Zweck, Anlage und Ergänzung griechischer Wörterbücher“ geäußert hatte, nahm er 1819–23 die Ausarbeitung seines Handwörterbuchs in Angriff. Die erste Auflage erschien in zwei Bänden 1819 und 1823, noch mit deutlicher Voranstellung der Vorlage, unter dem Titel „Johann Gottlob Schneider’s Handwörterbuch der griechischen Sprache. Nach der dritten Ausgabe des großen griechisch-deutschen Wörterbuchs mit besonderer Berücksichtigung des Hom. u. Hesiod. Sprachgebrauchs und mit genauer Angabe der Silbenlänge ausgearbeitet“.
1825 folgte die zweite, 1827 die dritte Auflage. Nach drei Jahren waren die 10.000 Exemplare bereits vergriffen, weshalb Passow schon 1831 die vierte Auflage herausgab, mit dem Titel: „Handwörterbuch der griechischen Sprache von Franz Passow“. Passow starb 1833 nach einem Schlaganfall, weshalb die weitere Bearbeitung des Wörterbuches von Valentin Rost und Johann Friedrich Palm übernommen wurde. Sie brachten 1841 und 1857 eine zweibändige Neubearbeitung heraus.

## Bedeutung
Das Handwörterbuch der griechischen Sprache war im 19. Jahrhundert das wichtigste Referenzwerk seiner Art im deutschen Sprachraum. Es war schon damals nach seinem Begründer als „der Passow“ bekannt. Nach dem Ende der redaktionellen Bearbeitung entwickelte sich das Werk jedoch nicht weiter und veraltete. Werke kleineren Formats von Gustav Eduard Benseler und Wilhelm Gemoll konnten das umfassende Handwörterbuch nicht ersetzen. Es wurde im 20. Jahrhundert häufig unverändert nachgedruckt.
Größere Bedeutung für die moderne Gräzistik hat das Greek-English Lexicon, das 1845 in der ersten Auflage erschien. Es stellt eine englische Adaption von Passows Wörterbuch dar und wurde von Henry George Liddell und Robert Scott herausgegeben und wird bis heute redaktionell betreut. Es findet darum selbst im deutschsprachigen Raum Verwendung. Dieser sogenannte „Liddell-Scott-Jones“ erschien jüngst 1996 mit einem Supplement.